# Hrabstwo Prince Edward

Piramida wieku hrabstwa

Hrabstwo Prince Edward – hrabstwo w USA, w stanie Wirginia, według spisu z 2000 roku liczba ludności wynosiła 19720. Siedzibą hrabstwa jest Farmville.

## Geografia
Według spisu hrabstwo zajmuje powierzchnię 917 km², z czego 914 km² stanowią lądy, a 3 km² – wody.

### Miasta
- Farmville

### CDP
- Hampden Sydney